# Матийо Касовиц
Матийо Касовиц (на френски: Mathieu Kassovitz) е френски режисьор и актьор.

## Биография
Роден е на 3 август 1967 година в Париж в семейството на монтажистка и режисьора Петер Касовиц, бежанец от разгрома на Унгарското въстание. Играе в киното от детска възраст, а от началото на 90-те години режисира свои филми, като най-голям успех има с „Омраза“ („La Haine“, 1995), за който получава наградата за режисура на Фестивала в Кан. Най-известната му роля е в „Невероятната съдба на Амели Пулен“ („Le Fabuleux Destin d'Amélie Poulain“, 2001).

## Избрана филмография
Като режисьор
| година | филм            | оригинално заглавие   | бележки |
| ------ | --------------- | --------------------- | ------- |
| 1995   | Омраза          | La Haine              |         |
| 2000   | Пурпурните реки | Les rivières pourpres |         |

Като актьор
| година | филм                              | оригинално заглавие                 | режисьор        |
| ------ | --------------------------------- | ----------------------------------- | --------------- |
| 1995   | Омраза                            | La Haine                            | Матийо Касовиц  |
| 1997   | Петият елемент                    | The Fifth Element                   | Люк Бесон       |
| 2001   | Невероятната съдба на Амели Пулен | Le Fabuleux Destin d'Amélie Poulain | Жан-Пиер Жоне   |
| 2005   | Мюнхен                            | Munich                              | Стивън Спилбърг |